# Parette
Parette (Parrt en luxembourgeois) est un village de la commune belge d'Attert située en Région wallonne dans la province de Luxembourg.

## Vie sociale et culturelle
En 2006, le village a créé l'ASBL « l'Abreuvoir », association destinée à développer les événements festifs et culturels au sens large du village.
Les principales festivités organisées sont :
- Le grand feu (à la fin de l'hiver)
- La participation à la marche de Saint-Érasme (1er dimanche de juin)
- La fête du village (fin août – début septembre)
- La venue de saint Nicolas (début décembre)

En 2007, la bière de Parette a été créée : la Corne du Bois des Pendus, bière ambrée, 6 ° d'alcool, avec des arômes d'agrumes. Cette bière est brassée par la brasserie de Bouillon.

## Géographie
Le village est situé à l'extrême nord de la commune et est entouré à l'ouest par la route nationale N4, ainsi qu'au nord et à l'est par la frontière luxembourgeoise. La route nationale 87 commence au croisement de la N4 et de la route menant à Parette.

## Curiosités
Le saint-patron de l'église est saint Fiacre.

## Histoire
Une école fut construite pour les enfants du village[Quand ?], mais avec les années l'école se dépeupla pour finalement être abandonnée, avant d'être rachetée dans les années 1990 où elle trouva son second souffle en devenant une maison traditionnelle.
Elle se trouve en bas du village, dans le chemin du panorama, qui mène sur les champs entourant le village.
Parette fut en 2008 également le village qui organisa la fête de la vallée d'Attert.